# Schema (matematica)
In matematica uno schema è un concetto importante che connette i campi della geometria algebrica, dell'algebra commutativa e della teoria dei numeri. Gli schemi sono stati introdotti da Alexander Grothendieck per generalizzare il concetto di varietà algebrica e taluni li considerano l'oggetto di base per lo studio della geometria algebrica moderna. Tecnicamente uno schema è uno spazio topologico insieme a degli anelli commutativi per ognuno dei suoi aperti, che scaturisce dall'"incollamento" di spettri (spazi di ideali primi) di anelli commutativi.

## Storia e motivazioni
I matematici della Scuola italiana di geometria algebrica hanno spesso usato un concetto abbastanza impreciso di "punto generico" dando degli enunciati sulle varietà algebriche. Ciò che è vero per un punto generico è vero per ogni punto della varietà, tranne un piccolo numero di punti speciali. Negli anni venti Emmy Noether ha suggerito per la prima volta un modo per chiarificare il concetto: cominciamo con l'anello delle coordinate della varietà (l'anello di tutte le funzioni polinomiali definite sulla varietà); gli ideali massimali di questo anello corrispondono ai punti ordinari della varietà (sotto opportune ipotesi) e gli ideali primi non massimali corrispondono ai vari punti generici. Prendendo tutti gli ideali primi si ottiene una collezione di punti ordinari e generici. Noether non continuò il suo approccio.
Negli anni trenta Wolfgang Krull cambiò la situazione e prese un passo decisivo: si prenda qualsiasi anello commutativo, si consideri l'insieme dei suoi ideali primi e lo si trasformi in uno spazio topologico introducendo la topologia di Zariski e si studi la geometria algebrica con questi oggetti piuttosto generici. Altri non capirono il senso del ragionamento di Krull ed egli lo abbandonò.
André Weil era specialmente interessato alla geometria algebrica sui campi finiti ed altri anelli. Negli anni quaranta egli ritornò all'approccio con gli ideali primi; infatti egli aveva bisogno di una varietà astratta (al di fuori di uno spazio proiettivo) per motivi di fondazione, soprattutto per la formulazione in maniera algebrica della varietà jacobiana. Nel libro fondamentale di Weil i punti generici sono presi prendendo elementi di un campo algebricamente chiuso, chiamato dominio fondamentale.
All'incirca nel 1942 Oscar Zariski ha definito uno spazio di Zariski astratto dal campo di funzioni di una varietà algebrica, per i bisogni della geometria birazionale: è come il limite diretto di varietà ordinarie (con lo scoppiamento) e la costruzione, che ricalcava la teoria locale, usava anelli di valutazione discreta come punti.
Negli anni cinquanta Jean-Pierre Serre, Claude Chevalley e Masayoshi Nagata, motivati dalla congettura di Weil che lega la teoria dei numeri e la geometria algebrica, seguirono un approccio simile usando ideali primi come punti. Secondo Pierre Cartier la parola schema fu usata la prima volta nel Seminario Chevalley del 1956, nel quale Chevalley seguiva le idee di Zariski e fu Martineau che propose a Serre di spostarsi sullo spettro di un anello.
Poi Alexander Grothendieck diede la definizione decisiva. Egli definisce lo spettro di un anello commutativo come insieme degli ideali primi con la topologia di Zariski, ma lo arricchisce di un fascio di anelli: ad ogni aperto di Zariski associa un anello di funzioni, pensate come funzioni polinomiali sull'aperto. Questi oggetti sono gli schemi affini; uno schema in generale si ottiene incollando degli schemi affini, analogamente al fatto che le varietà proiettive si ottengono incollando varietà affini.
Cfr. anche l'articolo spettro di un anello per una motivazione del fatto che "i punti sono gli ideali primi".
La generalità del concetto di schema fu inizialmente criticata: certi schemi sono ben lontani dall'avere un'interpretazione geometrica. Grothendieck e Jean Dieudonné studiarono la categoria di tutti gli schemi e Pierre Deligne studente di Grothendieck scrisse più tardi che gli schemi bizzarri rendono la categoria più bella.
L'evoluzione del concetto di schema non fu la fine della strada; ma le successive definizioni di spazio algebrico e stack algebrico da parte di Michael Artin per l'utilizzo nei problemi sugli spazi dei moduli sono di ristretta applicazione tecnica.

## Definizioni
Uno schema X è uno spazio localmente anellato con un ricoprimento di aperti Ui tali che la restrizione del fascio OX ad ogni aperto Ui è isomorfo a Spec Ai in quanto spazi localmente anellati, ove Ai è un anello commutativo.
(NB: Vi è stato un cambiamento di assiomi; nei primi anni questo si chiamava preschema e lo schema richiedeva un assioma di separazione)
Schemi isomorfi a Spec(A) con A anello commutativo, si chiamano schemi affini. Si può pensare allo schema come coperto da "mappe coordinate" di schemi affini, cioè come un "oggetto geometrico" che è "localmente" (per la topogia di Zariski) uno schema affine.

## Categoria degli schemi
Gli schemi formano una categoria se si prende come morfismi i morfismi di spazi localmente anellati.
I morfismi da uno schema in uno schema affine sono completamente spiegabili grazie alla seguente coppia di funtori aggiunti: Per ogni schema X ed ogni anello commutativo A abbiamo la seguente equivalenza naturale:
{\displaystyle \operatorname {Hom} _{\rm {Schemi}}(X,\operatorname {Spec} (A))\simeq \operatorname {Hom} _{\rm {Anelli}}(A,O_{X}(X))}
Poiché Z è un oggetto iniziale nella categoria degli anelli, la categoria degli schemi ha Spec(Z) come oggetto finale.
La categoria degli schemi ha prodotti finiti, ma bisogna essere attenti: lo spazio topologico sottostante il prodotto di schemi (X,OX) e (Y,OY) non è in generale il prodotto topologico degli spazi sottostanti. Prendiamo Spec(Z[X,Y]) per esempio. Z[X,Y] è il coprodotto nella categoria degli anelli commutativi di Z[X] e Z[Y], dunque Spec(Z[X,Y]) è il prodotto di Spec(Z[X]) e Spec(Z[Y]) nella categoria degli schemi affini (e l'inclusione nella categoria degli schemi rispetta il prodotto). Ma tutti gli insiemi chiusi propri di Spec(Z[X]) sono finiti, mentre Spec(Z[X,Y]) ha molti insiemi chiusi V generati da un polinomio irriducibile P(X, Y) di grado superiore a uno: questi non derivano in alcun modo dai due fattori (l'insieme degli ideali primi non è nemmeno il prodotto cartesiano).

## Tipi di schemi
- Uno schema è localmente noetheriano se è ricoperto da spettri di anelli noetheriani; equivalentemente, se tutti i suoi aperti affini lo sono.

- Uno schema si dice noetheriano se è localmente noetheriano e quasi compatto, o equivalentemente se esiste un ricoprimento finito fatto da spettri di anelli noetheriani.

La maggior parte degli schemi che si incontrano nella pratica sono almeno localmente noetheriani.
- Uno schema è irriducibile se è irriducibile come spazio topologico, cioè se è possibile scrivere lo schema come unione di due chiusi, allora almeno uno dei due è lo schema stesso. Equivalentemente, se gli aperti affini sono spettri di anelli con un unico primo minimale (per esempio, se sono domini d'integrità).

- Uno schema è ridotto se è ricoperto da spettri di anelli ridotti; equivalentemente, se tutti i suoi aperti affini lo sono. Essere ridotto equivale a non avere componenti multiple.

- Uno schema è integrale se è irriducibile e ridotto o equivalentemente se è connesso e ricoperto da aperti affini che siano domini d'integrità.

- Uno schema è normale se è ricoperto da spettri di anelli integralmente chiusi.

## OXmoduli
Come lo studio degli A-moduli è importante per lo studio dell'anello A, così lo studio degli OX-moduli è importante per nello studio di uno schema X con fascio strutturale OX (vedere spazio localmente anellato per la definizione di OX-modulo). La categoria degli OX-moduli è abeliana. Svolgono un ruolo di particolare importanza i fasci coerenti che nascono da moduli finitamente generati sugli aperti affini dello schema. I fasci coerenti sono anch'essi una categoria abeliana.